# رستم بازار نلنت
رستم بازار نلنت (بالفارسية: رستم بازار نلنت) هي قرية تقع في قسم باهوكلات الريفي (مقاطعة تشابهار) في إيران. يقدر عدد سكانها بـ 236 نسمة بحسب إحصاء 2016.